# ليبوريو ليغوري
ليبوريو ليغوري (بالإيطالية: Liborio Liguori)‏ هو لاعب كرة قدم إيطالي في مركز الدفاع، ولد في 24 فبراير 1950 في سان كونستانتينو ألبانيزي في إيطاليا. لعب مع فيتربيسي 1908 ونادي باري ونادي روما ونادي ريجينا.